# Jaakko Hänninen
Jaakko Hänninen (* 16. dubna 1997) je finský profesionální silniční cyklista jezdící za UCI WorldTeam Decathlon–AG2R La Mondiale.

## Hlavní výsledky
2015
Národní šampionát
 vítěz silničního závodu juniorů
 vítěz časovky juniorů
2017
Národní šampionát
 vítěz silničního závodu do 23 let
 vítěz časovky do 23 let
2. místo silniční závod
2018
vítěz Tour du Gévaudan Occitanie
Mistrovství světa
 3. místo silniční závod do 23 let
8. místo Scandinavian Race Uppsala
2019
4. místo Tour du Doubs
2021
10. místo Mercan'Tour Classic Alpes-Maritimes
2022
Tour de l'Ain
4. místo celkově

### Výsledky na Grand Tours
| Grand Tour      | 2020 | 2021 | 2022 |
| --------------- | ---- | ---- | ---- |
| Giro d'Italia   | 73   | —    | 90   |
| Tour de France  | —    | —    | —    |
| Vuelta a España | —    | —    | DNF  |

| —   | Nezúčastnil se |
| DNF | Nedokončil     |